# Pedro Javier Torres
Pedro Javier Torres Aliaga (Córdoba, 31 de diciembre de 1960) es un teólogo, profesor y eclesiástico católico argentino.

## Biografía
Pedro Javier nació el 31 de diciembre de 1960, en la ciudad argentina de Córdoba.
Estudió Filosofía y Teología en el Seminario Mayor de Córdoba. 
Obtuvo la licenciatura en Teología moral en la Academia Pontificia Alfonsiana.

### Sacerdocio
Su ordenación sacerdotal fue el 6 de diciembre de 1984, a manos del entonces cardenal-arzobispo Raúl Primatesta.
Como sacerdote desempeñó los siguientes ministerios:
- Profesor, Formador y Rector del Seminario Mayor de Córdoba.

- Vicario parroquial de San Juan Bosco.
- Párroco de La Resurrección del Señor y Ntra. Sra. de Pompeya.
- Párroco de Ntra. Sra. de Luján y San Fermín, en el Barrio Los Paraísos.
- Párroco de María Madre del Redentor y los Stos. Juan y Pablo, en el Barrio Urca.
- Párroco de Ntra. Sra. del Valle, del Barrio Villa Belgrano.

- Miembro del Comité Interreligioso para la Paz.
- Miembro del Colegio de Consultores.
- Portavoz diocesano en los medios de comunicación sobre Bioética, Ecumenismo y Diálogo Interreligioso.[5]

### Episcopado
El 16 de noviembre de 2013, el papa Francisco lo nombró obispo titular de Castillo de Numidia y obispo auxiliar de Córdoba. Fue consagrado el 27 de diciembre del mismo año, en la catedral de Córdoba, a manos del entonces arzobispo Carlos Ñáñez.
- Presidente de la Comisión Episcopal para el Ecumenismo, las Relaciones con el Judaísmo y otras Religiones, en la CEA.
- Miembro del Consejo de Asuntos Económicos, en la CEA.[12]

El 11 de noviembre de 2022, el papa Francisco lo nombró obispo de Rafaela.